# أوليفيا نيكول مارتينز
أوليفيا نيكول مارتينز هي راقصة على الجليد كندية، ولدت في 26 نوفمبر 1991 في تورونتو في كندا.

## وصلات خارجية
- أوليفيا نيكول مارتينز على موقع الاتحاد الدولي للتزلج (الإنجليزية)